# Annelies Van Herck
Annelies Van Herck (Borgerhout, 15 april 1975) is een Belgisch nieuwsanker en presentatrice bij de VRT. Ze presenteert Het Journaal op VRT 1 en Canvas, en het actualiteitenprogramma Koppen XL.

## Biografie
Annelies Van Herck studeerde Germaanse filologie na haar humaniora te hebben afgerond op het Sint-Jan Berchmanscollege van Westmalle. Haar mediacarrière begon bij Radio 2, 4FM en De Standaard. Sinds december 2001 werkte ze als reporter bij de televisienieuwsdienst van de openbare omroep.
In 2004 was ze de beste prominente deelnemer in het Groot Dictee der Nederlandse Taal. Van Herck heeft synesthesie.

## Persoonlijk
Annelies Van Herck is sedert 23 maart 2013 gehuwd met VRT-nieuwsdienstcollega Michaël Van Droogenbroeck, met wie ze al enkele jaren samenwoonde. Het koppel woont in  Overijse. In augustus 2011 kregen ze samen een zoon. Van Herck had al een zoon uit een vorige relatie.